# 科塔卡奇火山
科塔卡奇火山是厄瓜多爾的火山，位於該國北部，由因巴布拉省負責管轄，屬於安第斯山脈的一部分，山體在更新世期間形成，海拔高度4,944米。

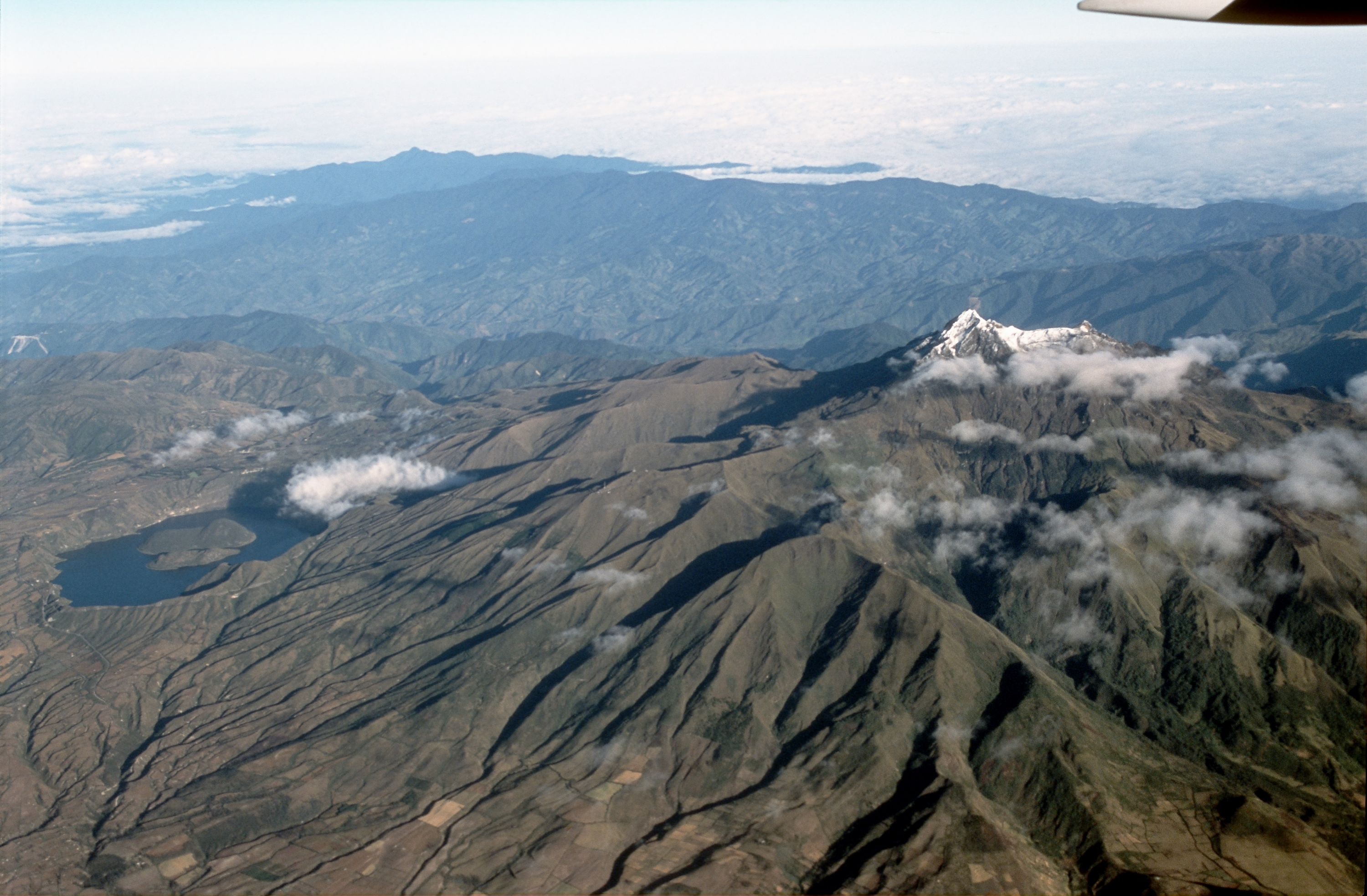
科塔卡奇火山鸟瞰图